# Hermann Buchner (pilot)
Hermann Buchner (ur. 30 października 1919 w Salzburgu; zm. 1 grudnia 2005 w Hörsching) – niemiecki as myśliwski z okresu II wojny światowej. Odznaczony Krzyżem Rycerskim. Zniszczył 46 czołgów oraz zestrzelił 58 samolotów, w tym 12 latając na myśliwcu odrzutowym Messerschmitt Me 262. Razem uczestniczył w 631 misjach bojowych.
Buchner pomagał stworzyć aeroklub w Salzburgu i pracował jako instruktor pilotażu w szkole szybowcowej Zell am See. Po odzyskaniu przez Austrię niepodległości politycznej w 1955 Buchner dołączył do austriackiej Luftstreitkräfte jako oficer i instruktor pilotażu. Był jednym z pierwszych pilotów przeszkolonych na brytyjskim samolocie DH 115 "Vampire" i szwedzkim Saab J-29. Służył jako oficer techniczny w Jagdbomber-Schulstaffel (szturmowej eskadrze szkolnej) w Grazu. Odszedł ze służby w 1980.

## Odznaczenia
- Złota Odznaka Zasługi Odznaki Honorowej za Zasługi dla Republiki Austrii
- Srebrna Odznaka Zasługi Odznaki Honorowej za Zasługi dla Republiki Austrii
- Krzyż Rycerski Krzyża Żelaznego – 20 lipca 1944
- Krzyż Niemiecki w Złocie – 17 października 1943
- Krzyż Żelazny I Klasy
- Krzyż Żelazny II Klasy
- Tarcza Krym
- Puchar Honorowy Luftwaffe – 2 października 1942
- Złota odznaka pilota frontowego Luftwaffe